# Binntal
La Binntal (vallée de Binn en français) est une vallée située du côté nord des Alpes lépontines qui fait partie de la vallée de Conches dans le canton du Valais en Suisse.
Plusieurs montagnes entourant la Binntal excèdent 3 000 mètres d'altitude. Les plus élevées sont le Helsenhorn (3 273 m), le Turbhorn (en) (3 246 m) et la pointe d'Arbola (Ofenhorn, 3 235 m). Dans sa partie amont à l'est, le col d'Albrun (en) connecte la vallée avec le val Devero dans le Piémont en Italie.
La Binntal est connue pour ses minéraux provenant de la carrière de Lengenbach dont certains sont uniques[réf. nécessaire] et son parc paysager.